# Saving Milly
Saving Milly é um telefilme de 2005 dirigido por Dan Curtis e baseado numa história real.

## Sinopse
Milly é uma mulher que sofre com o Mal de Parkinson, com isso ela luta por mais recursos para pesquisas da cura da doença.

## Elenco
- Bruce Greenwood como Mort Kondracke
- Madeleine Stowe como Milly
- Robert Wisden como Fred Barnes
- Claudia Ferri como Norma Alvarado
- Allison Hossack como Rob LaBelle
- Brenda Campbell como Joan Samuelson
- Kyla Wise como Andrea Kondracke
- Erica Carroll como Alexandra Kondracke
- Kylee Dubois como Alexandra Kondracke (com 16 anos)
- Jessica Lowndes como Andrea Kondracke (com 15 anos)
- Jose Del Buey como Carlos
- Dan Joffre como Tony Hot Dog
- Leah Cairns como Senadora Aide
- Susan Hogan como Senadora Bates